# Àngels a Amèrica
Àngels a Amèrica (en anglès Angels in America: A Gay Fantasia on National Themes) és una obra teatral en dues parts del dramaturg i guionista estatunidenc Tony Kushner. Ha estat portada a televisió en forma de minisèrie de HBO i ha donat lloc també a una òpera de Peter Eötvös.
Ha estat versionada al català per Josep Costa. La primera part, El mil·lenni s'acosta, fou representada el 12 de novembre de 1996 al Teatre Nacional de Catalunya amb direcció i escenografia de Josep Maria Flotats, i protagonitzada per Josep Maria Pou, Ramon Madaula, Sílvia Munt, Pere Arquillué, Francesc Orella, Montserrat Carulla, Alexis Valdés, Vicenta N'Dongo, Xavier Ribera, Pep Planas, Joan Borrás, Nuria Mampel, Pere Eugeni Font, Lloll Bertran, Pep Mirás, Pep Martínez i Cloti Miró. El maig de 1997 fou representada al Teatro Albéniz de Madrid amb subtítols en castellà.
La segona part, Perestroika, no fou representada fins al 26 d'octubre de 2018 al Teatre Lliure sota la direcció de David Selvas i protagonitzada per Joan Amargós, Pere Arquillué, Quim Àvila, Clàudia Benito, Raquel Ferri, Vicky Peña i Òscar Rabadan.

## Personatges
És una obra escrita per a vuit actors, cadascun dels quals interpreta dos o més papers. Aquesta duplicitat requereix, segons indica el mateix guió publicat, que alguns actors interpretin a personatges del sexe contrari.
Hi ha nou personatges principals:
- Prior Walter- un home gai amb sida. Al llarg de l'obra, experimenta diverses visions celestials.
- Louis Ironson - el promès de Prior. Incapaç de conviure amb la malaltia de Prior, acaba per abandonar-li.
- Harper Pitt- un mestressa de casa mormona neuròtica amb incessants al·lucinacions induïdes pel valium. Després d'una revelació de Prior (a qui coneix quan la visió celestial d'aquest es creua en el camí de l'al·lucinació d'ella) descobreix que el seu marit és gai.
- Joe Pitt - el marit de Harper i un gai mormó a l'armari que treballa per a Roy Cohn. Joe acaba per abandonar a la seva dona per a tenir una relació amb Louis. Al llarg de l'obra, lluita amb la seva identitat sexual.
- Roy Cohn - un poderós advocat homosexual a l'armari. Finalment es descobreix que ha contret la sida, encara que insisteix a fer-ho passar per un càncer de fetge.
- Ethel Rosenberg - el fantasma d'una dona executada per ser espia comunista. Visita Roy, l'home responsable del seu ajusticiament.
- Hannah Pitt - la mare de Joe. Es trasllada a Nova York després que el seu fill emborratxat surt de l'armari en una conversa telefònica amb ella. Arriba per a descobrir que Joe ha abandonat a la seva dona.
- Belize - Una antiga drag queen, ex-promès de Prior i el seu millor amic.
- La Veu /Angel - Un missatger que visita a Prior.

## Argument
Ambientada en la Nova York de mediat dels 80, l'acte primer de "El Mil·lenni s'acosta" ens presenta als principals protagonistes. Comença l'obra amb Louis Ironson, un jueu homosexual neuròtic, qui descobreix que el seu amant, Prior Walter, té sida. Entretant, en una altra part de Nova York, a Joe Pitt, un homosexual dins del armari, Mormó i membre del Partit Republicà, li és ofert un ascens a Washington per part del seu mentor, el poderosos advocat McCarthista Roy Cohn. Joe no vol prendre immediatament l'ocupació perquè sent que ha de cuidar de la seva dona Harper, una agorafòbica addicta al Valium que es resisteix a la mudança. El poderós Roy és també un homosexual en el armari i descobreix que té sida. En aquests moments, Joe ignora la malaltia de Roy.
A mesura que aquesta peça teatral de set hores de durada avança, Prior és visitat per fantasmes, i per un àngel; Joe, per la seva part es troba a si mateix lluitant per reconciliar la seva religió i la seva identitat sexual; Louis lluita amb la seva culpa per abandonar a Prior i comença una relació amb Joe; la malaltia mental de Harper s'agreuja en reconèixer que el seu marit Joe és gai; la mare de Joe, Hannah, es desplaça a Nova York en un intent de cuidar de Harper i es troba amb Prior després d'un intent de Prior d'enfrontar-se amb el fill de Hannah; Harper comença a separar-se de Joe, de qui havia arribat a ser extraordinàriament dependent, i es troba a si mateixa amb una fortalesa interior que desconeixia; i Roy es troba a si mateix a l'hospital, reduït a la companyia del fantasma de Ethel Rosenberg i del seu infermer, Belize, un antic drag queen i el millor amic de Prior, que mentrestant ha hagut d'estar informant Louis de les evolucions en la salut de Prior.
La subtrama que implica a Cohn és l'aspecte més polític de l'obra. Durant la seva vida, el personatge de Cohn ha estat profundament armaritzat i viu un profund menyspreu de la seva pròpia condició. S'enorgullia de les seves connexions polítiques i del seu poder, que emprava sense compassió i sense ètica. En l'obra, recorda amb orgull el seu paper a fer executar Ethel Rosenberg per traïció. En jeure tot sol a l'hospital, morint de sida, el fantasma de Rosenberg li canta una cançó de bressol en ídix i després li porta la notícia que el Col·legi d'Advocats de l'Estat de Nova York l'ha inhabilitat.
L'obra conclou amb una nota d'optimisme. Prior continua viu i està aconseguint conviure amb la sida. Amb els seus amics, observa a l'àngel en la font de Bethesa i parla de la llegenda de la font original, i de com un dia tornarà a fluir.
L'obra és interpretada de manera que els moments que requereixen efectes especials normalment revelen la seva teatralitat. Molts dels actors interpreten diversos papers. Hi ha nombroses referències bíbliques i a la societat nord-americana, així com escenes fantàstiques tals com un viatge a l'Antàrtida, al Cel, així com fets clau que tenen lloc a San Francisco i en la Font de Bethesda de Central Park.

## Història de la Producció
La primera part, El mil·lenni s'acosta, va ser encarregat i posat en escena al maig de 1990 pel Center Theatre Group al Mark Taper Fòrum de Los Angeles, com a part d'un taller. Kushner va desenvolupar l'obra amb el Mark Taper Fòrum, amb el qual el dramaturg ha tingut una associació de molt de temps
L'obra es va estrenar mundialment al maig de 1991 en una producció interpretada pel Eureka Theatre Company de San Francisco, dirigit per David Esbjornson. Va debutar en Londres en una producció del Royal National Theatre dirigida per Declan Donnellan el gener de 1992, la qual va estar en cartellera per un any. Va ser protagonitzada per Henry Goodman, Nick Reding, Felicity Montagu, Marcus D'Amico i Sean Chapman.
La segona part, Perestroika, encara estava sent desenvolupada mentre El mil·lenni s'acosta estava sent representada. Va ser interpretada moltes vegades com a lectura dramatitzada tant pel Eureka Theatre (durant l'estrena mundial de la primera part), i el Mark Taper Forum (al maig de 1992). Es va estrenar mundialment al novembre de 1992 en una producció feta pel Mark Taper Forum, dirigida per Oskar Eustis i Tony Taccone. Un any després, el 20 de novembre de 1993, es va estrenar a Londres en el National Theatre, dirigida novament per Declan Donnellan, en el repertori amb una reposició de El mil·lenni s'acosta.
L'obra va debutar al Walter Kerr Theatre de Broadway en 1993, dirigida per George C. Wolfe, sent muntat El mil·lenni s'acosta al maig i Perestroika unint-se al repertori al novembre. El repartiment original va incloure Ron Leibman, Stephen Spinella, Kathleen Chalfant, Marcia Gay Harden, Jeffrey Wright, Ellen McLaughlin, David Marshall Grant i Joe Mantello. Entre els reemplaçaments durant la posada en escena van estar F. Murray Abraham (per Ron Leibman), Cherry Jones (per Ellen McLaughlin), Dan Futterman (per Joe Mantello), Cynthia Nixon (per Marcia Gai Harden) i Jay Goede (per David Marshall Grant). Totes dues peces, El mil·lenni s'aproxima i Perestroika, van ser guardonades amb el Premi Tony per Millor Obra dos anys consecutius, en 1993 i 1994. Així mateix, totes dues parts van guanyar el Drama Desk Awards per Obra excel·lent en anys consecutius.

## Posada en Escena
El to de l'obra alterna contínuament entre la comèdia, l'humor negre i el sobrenatural. Alguns efectes especials poden precisar de maquinària especial (per exemple, l'Àngel se suposa que ha d'aparèixer trencant el sostre del teatre) però Kishner insisteix en el fet que aquesta maquinària ha de ser visible per als espectadors. En les "Notes per al Director d'Escena" ens diu "L'obra surt beneficiada amb un estil de representació sense parets, amb un escenari mínim i uns canvis d'escena ràpids (res d'apagats!), emprant a l'elenc també com a tramoistes - el que el converteix en un esdeveniment orientat cap als actors, com hauria de ser. Els moments de màgia […] han de tenir lloc completament, com a trossos de maravillos il·lusió teatral - això significa que no passa res si es veuen els cables, o que fins i tot és millor que es vegin..." Sens dubte és un exemple del que Bertolt Brecht va anomenar Verfremdungseffekt, que es pot traduir com un "efecte d'alienació" o "efecte d'estranyament", l'objectiu del qual és constantment recordar als espectadors que el que estan veient no és el món real sinó un artefacte creat del no-res.
Una de les moltes peculiaritats de "Ángeles a Amèrica" és que cadascun dels vuit actors principals ha de representar a més un o més personatges secundaris: per exemple, l'actor que interpreta a l'infermer Emily també personifica a l'Àngel d'Amèrica. I en aquesta múltiple interpretació de papers, es juga de manera deliberada amb el gènere de cada personatge: l'actor que interpreta a Hannah, la mare de Joe, també interpreta la part del Rabí. Això s'ha denominat "Genderfuck" ("Fotuda dels Gèneres"), i mostra la voluntat de l'autor és mostrar una mica de llum sobre l'arbitrarietat i l'elasticitat de les nocions tradicionals de les categories de gèneres, que d'aquesta manera es demostra que no són més que construccions socials.

## Adaptacions

### Pel·lícula
"Angels in America", la minisèrie de HBO
En 2003, HBO Films va realitzar una versió serialitzada de l'obra. Kushner va adaptar el text original per la pantalla i Mike Nichols la va dirigir. HBO va emetre la pel·lícula en diversos formats: en segments de tres hores que corresponen a les dues parts -"El Mil·lenni s'acosta" i "Perestroika"-, així com en capítols d'una hora que més o menys es corresponen amb un acte de cadascuna d'aquestes obres. Els primers tres capítols van ser emesos el 7 de desembre, i van rebre un aplaudiment internacional, i els tres següents capítols rebent a continuació el mateix tracte. "Angels in America" va ser la pel·lícula per a televisió més vista de 2003 i va guanyar tant el Globus d'Or com l'Emmy a la millor minisèrie.
Kushner va introduir certs canvis per a la seva obra (especialment a la segona part, "Perestroika") perquè pogués funcionar en pantalla, però la versíón de la HBO és en línies generals una rèplica satisfactòriament fidel de l'obra original. El mateix Kushner ha dit que va saber des del principi que Nichols era la persona adequada per a adaptar-la quan Nichols va dir de manera immediata que desitjava que els actors desitjats interpretessin múltiples papers, tal com havia estat fet en les representacions teatrals.
L'elenc inclou Al Pacino, Meryl Streep, Emma Thompson, Jeffrey Wright (que repeteix en el mateix paper que va fer a Broadway i que li va portar a guanyar el premi Tony, Justin Kirk, Ben Shenkman, Patrick Wilson i Mary-Louise Parker.

### Opera
Angels in America - The Opera va ser presentada mundialment el 23 de novembre de 2004 en el Théâtre du Châtelet de París, França. L'opera estava basada en les dues parts de la fantasia original de Angels in America, no obstant això es va treballar sobre el guió per a aconseguir que les dues parts es condensin en un xou de dues hores i mitjanes. El compositor Peter Eötvös explica: "En aquesta versió opera, vaig posar menor èmfasi en la línia política que Kushner... prefereixo enfocar-la sobre les relacions passionals, sobre l'alt suspens dramàtic del meravellós text, sobre l'estat permanentment incert de les visions." La versió Alemanya de l'opera la va seguir a mitjan 2005. A la fi de 2005, PBS anuncia que posarà a l'aire la presentació en viu de l'opera com a part del seu cicle Great performances (Grans Interpretacions). L'opera va fer el seu debut en els Estats Units al juny de 2006 en el Stanford Calderwood Pavilion de Boston, Massachusetts.

### Música
El text del monòleg de Walter Prior de la cinquena escena de Perestroika va ser part del la presentació de Michael Shaieb al festival organitzat en 2009 per a celebrar l'obra de Kurhner. El treball va ser encarregat pel cor Twin Cities Gai Men's.

## Premis i nominacions
El milenio s'acosta
- 1990 Fons del Centre John F. Kennedy per a les Arts Escèniques per a les Noves Obres Americanes
- 1991 Premi a la Millor de l'Àrea Crítica de Drama del Bay Arena
- 1991 Premi Joseph Kesselring del Club Nacional d'Arts
- 1992 Premi Evening Standard a la Millor Obra
- 1992 Premi del Cercle Crític de Drama de Londres a la Millor Nova Obra
- 1993 Premi Drama Desk a la Millor Obra
- 1993 Premi Cercle Crític de Drama de Nova York a la Millor Obra
- 1993 Premi Pulitzer per Drama
- 1993 Premi Tony per Millor Obra

Perestroika
- 1990 Fons del Centre John F. Kennedy per a les Arts Escèniques per a les Noves Obres Americanes
- 1992 Premi Cercle Crític de Drama de Los Angeles per Millor Nova Obra
- 1994 Premi Drama Desk Award for Obra Destacada
- 1994 Premio Tony per Millor Obra

LL'obra va merèixer la inclusió en l'últim punt de la controvencial llista de Harold Bloom de la qual és considerada la més important obra literària, The Western Canon (1994).